# Kissendorf
Kissendorf war eine Gemeinde im schwäbischen Landkreis Günzburg. Ihr Gebiet gehört heute zur Gemeinde Bibertal.

## Geographie
Das Gebiet der ehemaligen Gemeinde mit einer Fläche von 468,58 ha befindet sich südwestlich von Günzburg. Ortsteile waren das Pfarrdorf Großkissendorf (Sitz der Gemeinde) und das Dorf Kleinkissendorf. Der Osterbach fließt am westlichen Rand der beiden Ortsteile entlang.

## Geschichte
In der Wettenhauser Urkunde von 1136 ist ein „Chiszendorf“ genannt. Der Name wird als Hinweis auf die hochmittelalterliche Ortsgründung durch einen Chisco gesehen. Ab 1311 wurde zwischen Grossem und Kleinem „Kyssendorf“ unterschieden.
Die Gemeinde Kissendorf entstand am 1. April 1971 durch die Fusion der damals selbständigen Gemeinden Großkissendorf (207,35 ha) und Kleinkissendorf (261,23 ha). Am 1. Mai 1978 wurde sie aufgelöst. Groß- und Kleinkissendorf sind seitdem Ortsteile der Gemeinde Bibertal. Die beiden Ortsteile sind mittlerweile baulich verbunden und werden oft weiterhin als Kissendorf bezeichnet. Im Jahr 2002 gewann Kissendorf den Landkreisentscheid des Wettbewerbes „Unser Dorf soll schöner werden – Unser Dorf hat Zukunft“, der auch 2010 an Kissendorf ging.

### Einwohnerentwicklung bis 1987
| Volkszählung | Großkissendorf | Kleinkissendorf | insgesamt |
| ------------ | -------------- | --------------- | --------- |
| 13.09.1950   | 319            | 305             | 624       |
| 06.06.1961   | 330            | 289             | 619       |
| 27.05.1970   | 437            | 317             | 754       |
| 25.05.1987   | 416            | 421             | 837       |

### Einwohnerentwicklung nach 1987
| Melderegister am | Kissendorf |
| ---------------- | ---------- |
| 01.10.2005       | 1161       |
| 01.10.2006       | 1139       |
| 01.10.2007       | 1141       |
| 01.10.2008       | 1125       |
| 01.10.2009       | 1143       |
| 01.10.2010       | 1167       |
| 01.10.2011       | 1163       |
| 01.10.2012       | 1150       |
| 01.10.2013       | 1139       |
| 01.10.2014       | 1167       |
| 01.10.2015       | 1148       |
| 01.10.2016       | 1145       |
| 01.10.2019       | 1169       |

## Baudenkmäler
Baudenkmäler sind die katholische Pfarrkirche am Kirchplatz und die Kapelle in der St.-Ulrich-Straße, beide in Großkissendorf.